# Onesia kamimurai
Onesia kamimurai är en tvåvingeart som beskrevs av Hiromu Kurahashi och Jayasekera 1989. Onesia kamimurai ingår i släktet Onesia och familjen spyflugor.
Artens utbredningsområde är Sri Lanka. Inga underarter finns listade i Catalogue of Life.